# 前景問題格式
前景問題格式（英語：The PICO process），或稱PICO框架，是實證應用的記憶法，特別常用於實證醫學，用來建構並回答臨床或健康照護相關問題。PICO框架也用於發展文獻搜尋策略，例如系統性回顧。PICO係為下列四個英語單字的縮寫，依序說明如下，
- P（英語：Patient）：病人、臨床問題、患者族群
- I（英語：Intervention）：介入措施
- C（英語：Comparison）：比較、對照組或控制組[5]
- O（英語：Outcomes）：臨床結果，如疼痛、疲累、噁心、感染、死亡

PICO框架也涵蓋各種臨床問題的處置、風險暴露、風險／預後因子及診斷準確度，包含以下，
- P（英語：Patient）：患者背景、臨床問題或目標族群
- I（英語：Intervention）：研究處置，例如介入措施、暴露、風險／預後因子或檢驗結果
- C（英語：Comparison）：比較處置，例如介入措施、暴露、風險／預後因子或檢驗結果
- O（英語：Outcomes）：臨床結果，例如症狀、症候群或目標疾病

這個框架也有其他呈現的方式，像是SPICE、PECO。
有些建議加入T和S，說明如下，
- T（英語：Timing）：時間，介入措施實施的療程長短或文獻發表的日期
- S（英語：Study type）：研究方法類型，如隨機對照試驗、世代研究等